# Stephan Bruckmeier
Stephan Bruckmeier (* 1962) ist ein österreichischer Regisseur, Schauspieler und Autor.

## Leben und Werk
Stephan Bruckmeier studierte zunächst Klavierpädagogik. Nach Regieassistenzen bei Karl Welunschek und Michael Schottenberg debütierte er 1987 im Theater Gruppe 80 als Regisseur mit einer Neuinterpretation von Wolfgang Bauers Magic Afternoon mit Julia Stemberger, Sandra Kreisler, Fritz Hammel und Oliver Heinz in den Hauptrollen. Claus Peymann engagierte Julia Stemberger von der Bühne weg an das Burgtheater, Bruckmeier wurde auf seine Empfehlung hin mit dem Kainz-Förderpreis ausgezeichnet. Stephan Bruckmeier gründete eine Theatergruppe und inszenierte u. a. im Hotel Orient, im Gasometer Simmering anlässlich der 100-Jahr-Feier der SPÖ, in der Indisco P1 sowie beim Donaufestival, im Ensembletheater und im Theater Der Kreis.
1992 holte Emmy Werner ihn ans Volkstheater, wo er mit „Weh dem, der lügt!“ von Franz Grillparzer, „Einen Jux will er sich machen“ von Johann Nestroy und der Uraufführung von „Opus 111“ von Gert Jonke hintereinander drei Erfolge bei Presse und Publikum erzielen konnte. 1994 inszenierte er am Staatstheater Braunschweig zum ersten Mal außerhalb Österreichs. Nach Inszenierungen in Köln, Salzburg und Halle (Saale) entwickelte er gemeinsam mit Eva Hosemann ein Konzept für das erste Theater für deutschsprachige Gegenwartsdramatik am Theater Rampe in Stuttgart. Zu seinen Erfolgen dort zählen die Erstpräsentation von Sibylle Berg als Dramatikerin (Bruckmeiers Stückfassung wurde in „Theater Heute 07/99“ abgedruckt), das Autor-in-Residence–Stipendium für Felicia Zeller, die Uraufführung der ersten deutschen Nachdichtung von Valère Novarina, die Großveranstaltung zum 10. Todestag von Thomas Strittmatter, die Uraufführung von „Haus Frauen Sex“ der österreichischen Autorin Margit Schreiner, Polengastspiele sowie die Einladung zu den Internationalen Schillertagen ans Nationaltheater Mannheim.
Im Jahr 2000 wurde Bruckmeier für die Leitung des Niederösterreichischen Donaufestivals ausgewählt und brachte zahlreiche internationale Produktionen nach Österreich.
Seit 2004 arbeitet Bruckmeier regelmäßig in Kärnten, wo er mit verschiedenen Partnern wie dem Carinthischen Sommer, dem Landesmusikschulwerk, dem Stadttheater Klagenfurt und der Burgarena Finkenstein jeden Sommer Musiktheaterproduktionen mit Schülern, Studenten, Laien und Profis inszeniert. 2009 hat Bruckmeier das HopeTheatre Nairobi gegründet, eine Theatergruppe von Jugendlichen in den Slums der Metropole, die er finanziell und methodisch unterstützt. Am 17. Dezember 2010 fand durch seine Initiative und finanzielle Unterstützung am Nationaltheater Nairobi das erste Slumtheaterfestival statt.
2014 entwarf er die Bühnenbilder zu Die Päpstin (Regie: Eva Hosemann) und Michel aus Lönneberga (Regie: Franz-Joseph Dieken) bei den Burgfestspielen Jagsthausen.

## Werke
Stephan Bruckmeier schrieb u. a. die Theaterstücke Bambule (Erstaufführung 1995), Die blaue Tundra (Erstaufführung 2000), Das kalte Gesicht und Blamage/Trio (Erstaufführung 2000), die Kinderstücke „Die Runden und die Eckigen“ und „Lilli – ein Blumenmusical“ (beide beim Carinthischen Sommer uraufgeführt) und „Flying“ (Uraufführung 2009 im Theater Drachengasse.)
Er inszenierte für zahlreiche Theater und Ensembles (u. a. Neue Oper Wien, Taboris Kreis Wien, Volkstheater Wien, sirene Operntheater Wien, Klangbogen Wien, Kammeroper Wien, Gruppe 80 Wien, Ensembletheater Wien, Theater Drachengasse Wien, Schauspielerei Köln, Thaliatheater Halle, Staatstheater Braunschweig, Hans Otto Theater Potsdam, Teatro Avenida, Theater Rampe Stuttgart, Neuköllner Oper Berlin) und spielte in zahlreichen Koproduktionen und Gastspielen in Amsterdam, Berlin, Bonn, Krems, Leverkusen, Paris, Pittsburgh, Stuttgart, Villach und Wien.
Wichtige Uraufführungen waren u. a. 1990 Salome (Oscar Wilde/Gerhard Rühm) beim Theater Gruppe 80 Wien, 1992 Werner Schwabs Offene Gruben Offene Fenster (Eigenproduktion des Donaufestivals in Zusammenarbeit mit dem Volkstheater Wien), 1993 Opus 111 von Gert Jonke, wieder am Wiener Volkstheater, 1996 die Oper Aus allen Blüten Bitternis (Christoph Cech/Alfredo Bauer) an der Kammeroper Wien, 1999 die Deutsche Erstaufführung von Anselm Glücks Eiserne Mimosen am Theater Rampe Stuttgart und 2003 von Gilbert Handler, Andreas Sauter und Bernhard Studlar All about Mary Long beim Donaufestival sowie die Monologe „Telefongespräche mit Ernst Jandl“ von Klaus Siblewski, „Der Zuschließer“ von Ronald Pohl und „Fritz Lang – die Entscheidung“ nach dem Roman von Agnès Michaux. 2006 eröffnete Bruckmeier mit dem Autorenprojekt „6 and the City“ den Stuttgarter Fernsehturm als Theaterspielort und inszenierte mittlerweile die 5. Staffel.

## Auszeichnungen
Er erhielt 1988 den Förderpreis zur Kainz-Medaille, 1993 den Karl-Skraup-Preis, 1998 den Baden-Württembergischen Jugendtheaterpreis; für Ein paar Leute suchen das Glück und lachen sich tot (nach dem gleichnamigen Roman von Sibylle Berg) wurde er 2000 für den Mülheimer Dramatikerpreis 2000 nominiert.